# Marc Gicquel
 Marc Gicquel (Túnez, 30 de marzo de 1977); es un tenista profesional de Francia. Se unió al circuito profesional en 1999.
El 2007 sufre una curiosa lesión en los genitales, debido a un potente saque de 208 km/h provocado por el tenista Benjamin Becker en los octavos de final del Torneo de Halle, que le llega directamente en los genitales, aun así logró ganar ese encuentro, pero no pudo jugar su siguiente partido ya que las molestias no se iban y tuvo que abandonar contra Jarkko Nieminen por cuartos de final.
A 31 de agosto de 2009, accede a segunda ronda del US OPEN, tras ganar a Tursunov en 4 mangas.

## Títulos (3; 0+3)

### Individuales

#### Finalista (3)
- 2006: Lyon (Pierde ante Richard Gasquet)
- 2007: Lyon (pierde ante Sébastien Grosjean)
- 2008: 's-Hertogenbosch (pierde ante David Ferrer)

### Clasificación en torneos del Grand Slam
| Torneo          | 2010 | 2009 | 2008 | 2007 | 2006 | 2004 | 2003 | Títulos |
| --------------- | ---- | ---- | ---- | ---- | ---- | ---- | ---- | ------- |
| Australian Open | 2r   | 1r   | 3r   | 2r   | -    | -    | -    | 0       |
| Roland Garros   | 1r   | 3r   | 2r   | 1r   | 2r   | -    | 1r   | 0       |
| Wimbledon       | 1r   | 2r   | 3r   | 1r   | -    | -    | -    | 0       |
| US Open         | 1r   | 2r   | 1r   | 1r   | 4r   | -    | -    | 0       |

### Dobles

#### Títulos (4)
| Leyenda                |
| Grand Slam (0)         |
| Tennis Masters Cup (1) |
| ATP Masters Series (0) |
| ATP Tour (4)           |

| N.º | Fecha                 | Torneo      | Superficie | Pareja             | Oponentes en la final           | Resultado        |
| --- | --------------------- | ----------- | ---------- | ------------------ | ------------------------------- | ---------------- |
| 1.  | 11 de agosto de 2008  | Washington  | Dura       | Robert Lindstedt   | Bruno Soares Kevin Ullyett      | 7-6(6) 6-3       |
| 2.  | 11 de enero de 2009   | Brisbane    | Dura       | Jo-Wilfried Tsonga | Fernando Verdasco Mischa Zverev | 6-4 6-3          |
| 3.  | 10 de enero de 2010   | Brisbane    | Dura       | Jérémy Chardy      | Lukas Dlouhy Leander Paes       | 6-3 7-6(5)       |
| 4.  | 10 de febrero de 2013 | Montpellier | Dura (i)   | Michael Llodra     | Johan Brunström Raven Klaasen   | 6-3, 3-6, [11-9] |

#### Finalista en dobles (2)
| N.º | Fecha                   | Torneo      | Superficie | Pareja           | Oponentes en la final                 | Resultado        |
| --- | ----------------------- | ----------- | ---------- | ---------------- | ------------------------------------- | ---------------- |
| 1.  | 9 de julio de 2007      | Gstaad      | Dura       | Florent Serra    | Frantisek Cermak Pavel Vízner         | 5-7, 7-5, [7-10] |
| 2.  | 31 de diciembre de 2007 | Chennai     | Dura       | Marcos Baghdatis | Sanchai Ratiwatana Sonchat Ratiwatana | 4-6, 5-7         |
| 3.  | 9 de febrero de 2014    | Montpellier | Dura       | Nicolas Mahut    | Nikolay Davydenko Denis Istomin       | 4-6, 6-1, [7-10] |

### Challengers individuales (6)
| N.º | Fecha                    | Torneo       | Superficie    | Oponente en la final | Resultado   |
| --- | ------------------------ | ------------ | ------------- | -------------------- | ----------- |
| 1.  | 2 de agosto de 2004      | Timisoara    | Tierra batida | Oliver Marach        | 6-3 6-1     |
| 2.  | 26 de septiembre de 2005 | Grenoble     | Dura          | Thomas Enqvist       | 6-0 6-2     |
| 3.  | 27 de marzo de 2006      | Saint-Brieuc | Tierra batida | Peter Wessels        | 6-3 6-1     |
| 4.  | 18 de febrero de 2008    | Besanzón     | Dura (i)      | Alexander Peya       | 7-6(2) 6-4  |
| 5.  | 11 de mayo de 2009       | Burdeos      | Tierra batida | Mathieu Montcourt    | 3-6 6-1 6-4 |
| 6.  | 15 de mayo de 2011       | Burdeos      | Tierra batida | Horacio Zeballos     | 6-2 6-4     |